# Frits van Dongen (architect)
F.J.C.M. (Frits) van Dongen ('s-Hertogenbosch, 12 maart 1946) is een Nederlandse architect.

## Leven en werk
Hij studeerde bouwkunde aan de  Technische Hogeschool Delft. Na een aantal wisselende samenwerkingen richtte hij in 1985 een eigen architectenbureau op: Van Dongen Architecten in Delft. In 1988 was hij een van de oprichters van het architectenbureau de Architekten Cie. waarvan hij nog steeds deel uitmaakt.
Van Dongens architectuur kenmerkt zich door een sterke stedelijke identiteit. Complexen als de Landtong op de Kop van Zuid in Rotterdam en het woongebouw The Whale in het havengebied van Amsterdam zijn exemplarisch voor zijn woongebouwoeuvre. Verder omvat zijn werk onder meer het hoofdkantoor van Cap Gemini in Utrecht en Spazio in Zoetermeer en het Conservatorium van Amsterdam.
Van Dongen heeft in zijn loopbaan meerdere prijzen gewonnen voor zijn ontwerpen. Met name het theater De Harmonie in Leeuwarden is in de smaak gevallen: hiervoor kreeg Van Dongen in 1999 Bouwhuis Noord Architectuurprijs en in 1997 een I.A.L.D. (International Association of Light Designers).
Van 2011 tot 2014 was van Dongen rijksbouwmeester.

## Projecten

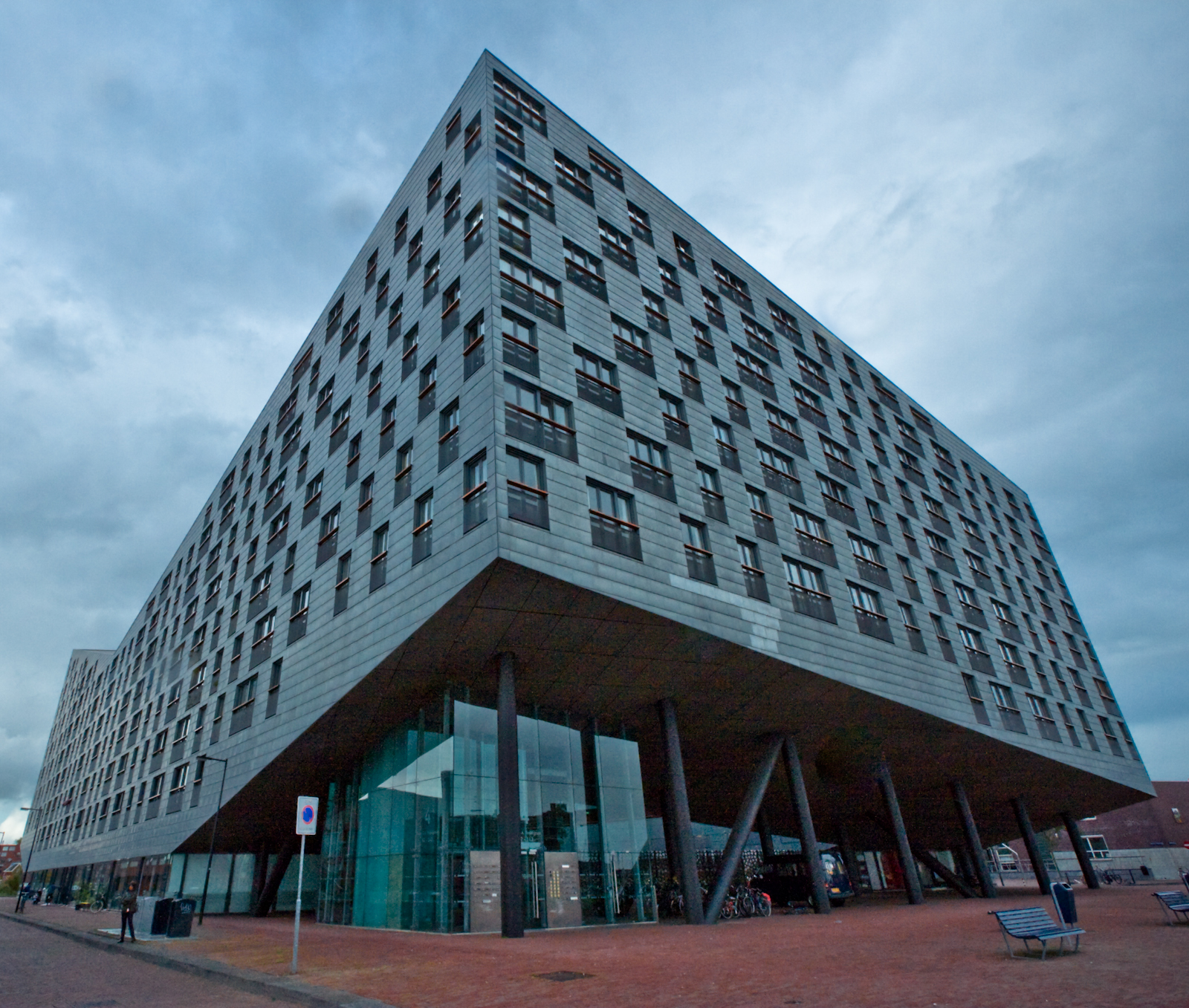
The Whale uit 2003

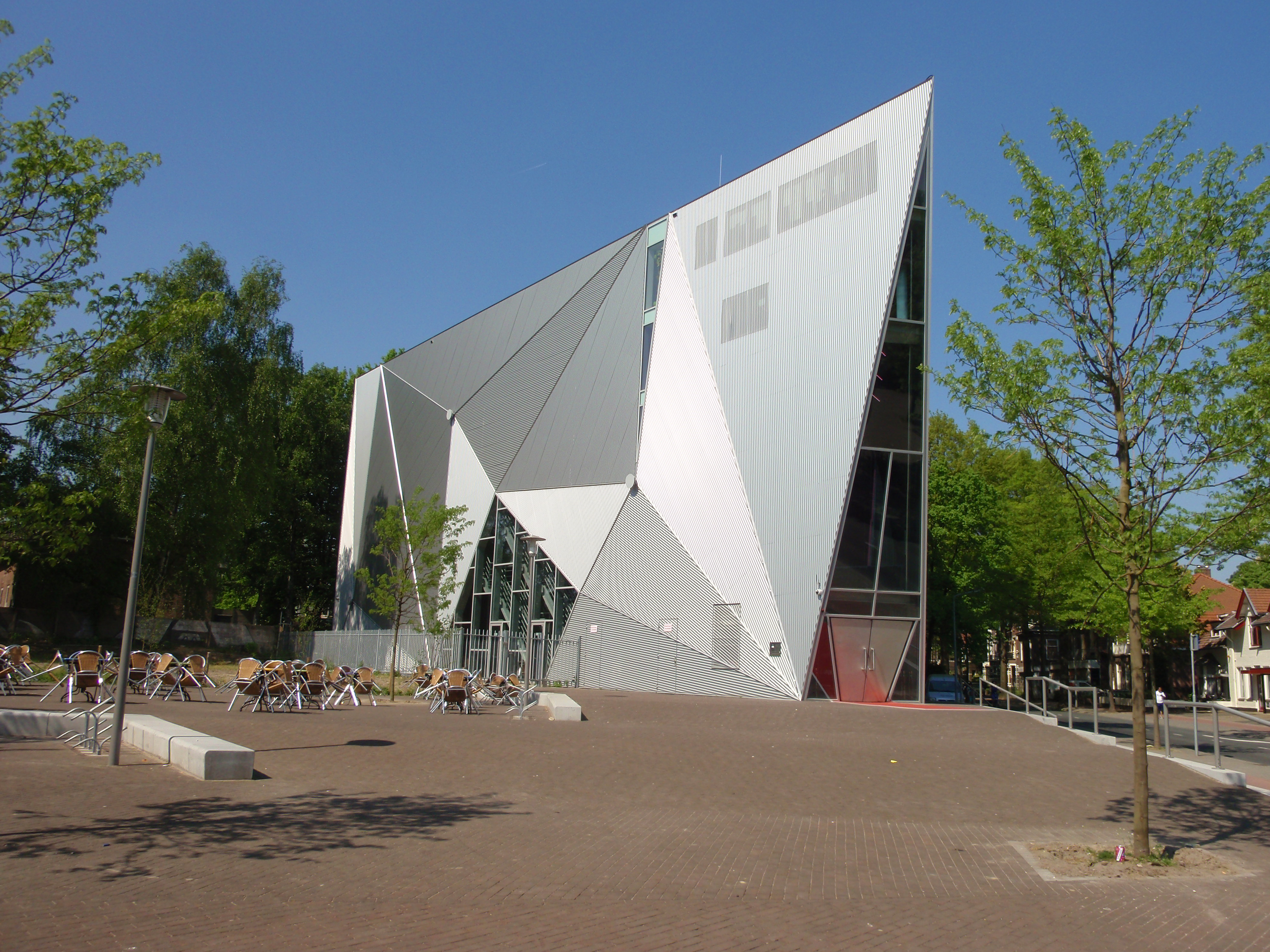
Poppodium De Vorstin in 2011

Een kleine selectie van de projecten waar Van Dongen verantwoordelijk voor was of aan heeft meegewerkt of nog steeds aan werkt:
- Gezondheidscentrum Noordhove, Zoetermeer (1989)
- De Regentes, school in Den Haag (1991)
- My Side, appartementen, in Amsterdam (1993)
- De Harmonie, stadsschouwburg in Leeuwarden (1994)
- De Landtong, appartementen op de Kop van Zuid, Rotterdam (1998)
- The Whale, appartementencomplex in het Oostelijk Havengebied in Amsterdam (2000)
- Batavia, appartementencomplex in het Oostelijk Havengebied in Amsterdam (2000)
- Pathé Arena, bioscoop aan Arena Boulevard in Amsterdam-Zuidoost (2000)
- Heineken Music Hall (later Afas Live), evenementenhal in Amsterdam-Zuidoost (2001)
- Stadskantoor, Enschede (2001)
- Botania, appartementencomplex in de Plantagebuurt, Amsterdam (2002)
- Kantoor Capgemini, Utrecht (2003)
- Kantoor AON en appartementen: De Admiraal, Oostzeedijk, Kralingen, Rotterdam (2003)
- Stedenbouwkundig plan en woningen / kantoren "Funenpark", Amsterdam
- Appartementen op Müllerpier, Rotterdam
- Appartementen Blok 19, IJburg, Amsterdam
- Conservatorium van Amsterdam, Oosterdokskade 151, Amsterdam (2008)
- Poppodium De Vorstin, Hilversum (2010)
- De Kom. theater, Nieuwegein (2012)